# Tanacetum praeteritum
Tanacetum praeteritum — вид рослин з родини айстрових (Asteraceae), поширений у Західній Азії.

## Опис
Ця багаторічна трава.

## Середовище проживання
Поширений на південному заході Туреччини і в Лівані. Населяє кам'янисті й вапнякові схили.